# ژوگورتا ۱۲۴۸
سیارک ۱۲۴۸ (به انگلیسی: 1248 Jugurtha، نامگذاری:1932RO) هزار و دویست و چهل و هشتمین سیارک کشف شده‌است که در ۱ سپتامبر ۱۹۳۲ کشف شد.
قدر مطلق سیارک برابر ۹٫۷۰ است.